# Élie Cabrol
Élie Cabrol est un auteur, amateur d'art et mécène français, né le 12 septembre 1829 à Rodez et mort le 21 décembre 1905 à Paris. 

## Biographie
Issu d'une grande famille aveyronnaise, il est le fils de François Gracchus Cabrol, homme politique et industriel, maire de Decazeville. 
Faisant le tour de l'Italie en 1883 et de la Grèce en 1889, il publie à son retour ses récits de voyage. Sa production littéraire comprend également des livrets de théâtre et d'opéra, ou des recueils de poésie. Ses œuvres, publiées à faible tirage et dans des éditions luxueuses, sont réservées à une élite d'amateurs fortunés. 
Il est inhumé avec ses parents à Decazeville, au mausolée Cabrol. 

## Liens avec le milieu artistique
Amateur d'art et mécène, familier des milieux mondains du Second Empire, il est notamment portraituré en 1858 par le photographe Disdéri dans des poses peu conventionnelles, seul en tireur de cartes, ou avec le vicomte de Renneville en prestidigitateur, suggérant qu'il faisait de ces tours de passe-passe un talent de société.
En 1862, il commande au peintre symboliste Gustave Moreau, par l'intermédiaire d'Eugène Fromentin, un chemin de croix composé de quatorze tableaux pour l'Église Notre-Dame de Decazeville.
En 1894, c'est au sculpteur Denys Puech qu'il commande un monument en bronze à la mémoire de son père, François Gracchus Cabrol, qui est inauguré le 29 septembre 1895 sur la place Cabrol à Decazeville. 
À sa mort en 1905 est créé par testament le Prix Cabrol, destiné à récompenser les auteurs et artistes aveyronnais.

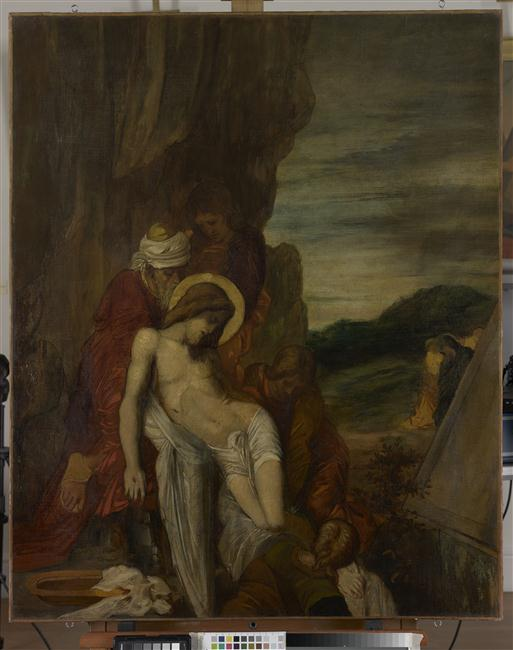
Chemin de croix peint par Gustave Moreau pour l'église Notre-Dame de Decazeville, 14e station.

## Œuvres
- Notes de voyage, 1883 : Naples, Rome, Florence, Bologne, Venise, Milan, Turin, 1884
- Voyage en Grèce, 1889, 1890
- Viaduc de l'Ady, notice et description, 1891